# 葛原猪平
葛原 猪平（くずはら いへい、1879年12月22日 - 1942年1月15日）は山口県出身の実業家。我が国の冷凍物流事業の先駆けとして知られる。大正期に山口電灯を設立し、次いで山口県下の電気事業者をまとめて山陽電気に改組した後、大型冷蔵庫の製造や冷凍船を建造するなど冷凍魚の保存及び販売事業を推し進めた。後に衆議院議員も務める。

## 人物・来歴
1879年（明治12年）12月22日、 山口県吉敷郡小郡町上郷字新町東上で葛原富次郎の二男として生まれる。1897年（明治30年）に旧制高等商業学校（現・一橋大学） に入学。また、東京英語専修学校（現・立教大学）に修学。在学中の1900年（明治33年）に農商務省の海外実業練習生に応募すると、見事合格し渡米。ペンシルベニア大学とウィスコンシン大学の商科及び経済科で学び、コロンビア大学では政治経済学を修めた。1902年（明治35年）ニューヨーク市の貿易会社に入社。日露戦争が始まると日本支部及び支那支部の主任となり、戦後現地へ赴任。1905年（明治38年）末には妻となった足子を伴ってニューヨークへ戻った。
1909年（明治42年）に貿易会社を辞め帰国。東京で自ら葛原商会を設立して貿易業を始める。その輸出部は紙類を専門とし、主に南米や豪州に販路を求めた。一方輸入部は機械類を専門としたが、その主力は冷蔵庫であった。
1911年（明治44年）太平洋電気会社を設立し電気機械類の販売を進める。1914年（大正3年）、賀田金三郎の山口電燈所を買収。都濃電気株式会社を合併して山陽電気株式会社と改称、社長に就任した。その後、小郡電灯株式会社、大津電灯株式会社、長門電気株式会社を買収合併。山口県下の電気事業を統一したが、1917年（大正6年）に電気事業一切を久原房之助へ売却、自身は冷蔵事業に専念することとなった。
1917年（大正6年）秋に猪平は再び渡米。当時米国は第一次世界大戦に参戦直後であったが既に食糧難に直面していた。猪平は将来日本でも同じような状況が発生する事を想定し、豊富な海産物の冷凍保存こそがその解決策と考えた。米国冷凍協会より推薦された2名の冷凍技師、ハワード・ジェンクス父子を帯同して帰国すると、1919年（大正8年）伊豆の伊東に設備を整えて鮮魚の凍結やその長期保存の実験を重ねた。1920年（大正9年）中には北海道森町と宮城県気仙沼に冷蔵庫が完成。翌年8月より鮮魚各種を冷凍して貯蔵すると、1921年（大正10年）の正月にはそれらを汽車で東京へ送り、日本橋の魚河岸に出荷して手応えを得た。
続いて青森、東京芝浦、大阪、他各地で次々と大型冷蔵庫の建設に着手。1921年（大正10年）には三菱合資会社より江浦丸（790ｔ）を買収、冷蔵運搬船に改造した。さらに幸光丸、海光丸など2400ｔ級の冷蔵船6隻を1922年から1924年にかけて新造。多大な事業資金を借金で賄っていた葛原冷蔵は1922年（大正11年）に株式会社化。株式の大部分を売りに出して借金の返済及び新たな資金の調達を目論んだが、経営状態が良くなかったため株の売れ行きは不振であった。1925年（大正14年）ついに同社は破綻。猪平は社長を退き、会社は東洋冷蔵株式会社として再編されたが、これも長くは続かなかった。
1928年（昭和3年）、48歳のときに立憲政友会から立候補し衆議院議員に当選。この年、フィリピンの有力者から電力事業に関する相談を受け技術者を伴って現地を視察。当時のフィリピンは人口1100万に対し発電力はわずか三千キロ。事業として大いに有望であるとして帰国後出資者を募ったが、あいにく手を挙げる者が見つからず断念している。1930年（昭和5年）の議会解散を機に政界を引退。その後は地元山口に戻り、果樹園を造って晴耕雨読の暮らしを送った。1942年（昭和17年）1月15日没。満62歳。結果として経営は破綻したものの葛原冷蔵の創業は多くの後進を生み、後の水産物流通に大きな影響を与えた。
なお妻の足子（1891年12月生）は飛行家として著名な滋野清武男爵の実妹であり、有馬組・森清右衛門の養女となった後に猪平に嫁いだ。長女・初枝（1909年9月生）は兄・葛原勘一の養女となる。長男の合二（1910年8月生）は日本大学の予科文科を修了し山口県小郡町で山林開発及び農場を経営。1936年にオリンピック冷菓工業を創業し、1939年河北省順徳道沙河県に渡る。次女は伊東深水門下の日本画家・葛原輝（1915年2月生）。猪平は野口英世とも親交があり、関東大震災直後に在米の野口が小林栄に送った安否を気遣う手紙では、星一や古河虎之助らと共に友人としてその名が挙げられている。

## エピソード
冷凍魚は当初なかなか一般に受け入れられなかったが、1922年（大正11年）に東京でコレラが流行るとその衛生的な面が評価されるようになる。また、1923年（大正12年）9月に関東大震災が起こると、猪平は北海道の森冷蔵庫に保管していた大量の冷凍魚を冷蔵運搬船で東京へと運び、無償で被災者に配ったため大いに歓迎された。